# Сянси-Туцзя-Мяоский автономный округ
Сянси-Туцзя-Мяоский автономный округ (кит. упр. 湘西土家族苗族自治州, пиньинь Xiāngxī tǔjiāzú miáozú Zìzhìzhōu; Туцзя: Xianxxix bifzivkar befkar zifzifzoux; Мяо: Xangdxid tutjadcul maolcul zibzhibzhoud) — автономный округ в провинции Хунань в Китайской Народной Республике. 

## История
После образования КНР в 1949 году были созданы Специальный район Юншунь (永顺专区), состоящий из 6 уездов, и Специальный район Юаньлин (沅陵专区), состоящий из 8 уездов. В 1952 году они были расформированы, и из уездов бывшего специального района Юншунь, а также 4 уездов бывшего специального района Юаньлин был создан Сянси-Мяоский автономный район окружного уровня (湘西苗族自治区).
В 1953 году уезд Цяньчэн (乾城县) был переименован в Цзишоу (吉首县), а уезд Юнсуй (永绥县) — в Хуаюань.
В 1954 году уезды Юншунь, Луншань, Санчжи и Даюн перешли в прямое подчинение властям провинции, которые делегировали управление ими властям автономного района.
28 апреля 1955 года Сянси-Мяоский автономный район был переименован в Сянси-Мяоский автономный округ (湘西苗族自治州).
20 сентября 1957 года Сянси-Мяоский автономный округ был переименован в Сянси-Туцзя-Мяоский автономный округ; уезды Юншунь, Луншань, Санчжи и Даюн перешли при этом из подчинения властям провинции в подчинение властям автономного округа.
Постановлением Госсовета КНР от 3 августа 1982 года уезд Цзишоу был преобразован в городской уезд.
Постановлением Госсовета КНР от 24 мая 1985 года уезд Даюн был преобразован в городской уезд.
Постановлением Госсовета КНР от 18 мая 1988 года был образован городской округ Даюн, в состав которого были переданы уезды Даюн и Санчжи.

## Население
По данным 2004 года, в округе проживало 3650 тыс. чел. При общей численности населения, равной 2 480 000 чел., 66,6 % его составляли коренные народности, из них состоял из 860 000 туцзя и 790 000 мяо.

## Административно-территориальное деление
Сянси-Туцзя-Мяоский автономный округ делится на 1 городской уезд и 7 уездов:
| Карта                                                     | Статус         | Название | Иероглифы | Пиньинь        | Население (2010) | Площадь (км²) |
| --------------------------------------------------------- | -------------- | -------- | --------- | -------------- | ---------------- | ------------- |
| Цзишоу Луси Фэнхуан Хуаюань Баоцзин Гучжан Юншунь Луншань | Городской уезд | Цзишоу   | 吉首市    | Jíshǒu shì     |                  |               |
| Цзишоу Луси Фэнхуан Хуаюань Баоцзин Гучжан Юншунь Луншань | Уезд           | Луси     | 泸溪县    | Lúxī xiàn      |                  |               |
| Цзишоу Луси Фэнхуан Хуаюань Баоцзин Гучжан Юншунь Луншань | Уезд           | Фэнхуан  | 凤凰县    | Fènghuáng xiàn |                  |               |
| Цзишоу Луси Фэнхуан Хуаюань Баоцзин Гучжан Юншунь Луншань | Уезд           | Хуаюань  | 花垣县    | Huāyuán xiàn   |                  |               |
| Цзишоу Луси Фэнхуан Хуаюань Баоцзин Гучжан Юншунь Луншань | Уезд           | Баоцзин  | 保靖县    | Bǎojìng xiàn   |                  |               |
| Цзишоу Луси Фэнхуан Хуаюань Баоцзин Гучжан Юншунь Луншань | Уезд           | Гучжан   | 古丈县    | Gǔzhàng xiàn   |                  |               |
| Цзишоу Луси Фэнхуан Хуаюань Баоцзин Гучжан Юншунь Луншань | Уезд           | Юншунь   | 永顺县    | Yǒngshùn xiàn  |                  |               |
| Цзишоу Луси Фэнхуан Хуаюань Баоцзин Гучжан Юншунь Луншань | Уезд           | Луншань  | 龙山县    | Lóngshān xiàn  |                  |               |